# Grupo de fados Verdes Anos
O Grupo de fados Verdes Anos é um grupo de música portuguesa, fundado em 1996 nos corredores da Associação Académica de Coimbra, e é conhecido por interpretar fado de Coimbra.

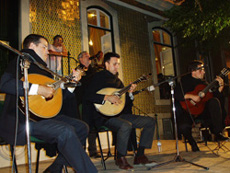
Espectáculo dos Verdes Anos em Sesimbra

## Membros
- António Dinis (voz)
- Gonçalo Mendes (voz)
- Rui Seoane (voz)
- Luis Barroso (guitarra portuguesa)
- Miguel Drago (guitarra portuguesa)
- João Magalhães Martins (guitarra clássica)